# NGC 5288
NGC 5288 ist ein offener Sternhaufen im Sternbild Zirkel und hat eine Winkelausdehnung von 3,0' und eine scheinbare Helligkeit von 11,8 mag. Er wurde am 3. April 1835 von John Herschel entdeckt und wird auch als OCL 910 und ESO 97-SC7 bezeichnet.